# Guelph, Ontario
Guelph (izgovarjava ɡwɛlf) je mesto v kanadski pokrajini Ontario.